# Patrizio Bianchi
Patrizio Bianchi (ur. 28 maja 1952 w Copparo) – włoski ekonomista, nauczyciel akademicki i samorządowiec, profesor, w latach 2004–2010 rektor Università degli Studi di Ferrara, od 2021 do 2022 minister edukacji.

## Życiorys
Ukończył nauki polityczne na Uniwersytecie Bolońskim, gdzie kształcił się m.in. u Romana Prodiego. Studiował następnie w London School of Economics. Pracował jako nauczyciel akademicki na uniwersytetach w Trydencie, Udine i Bolonii. W 1998 współtworzył wydział ekonomiczny na Università degli Studi di Ferrara. Objął profesurę na tym uniwersytecie, a w latach 2004–2010 był rektorem tej uczelni. W pracy naukowej zajął się zagadnieniami z zakresu ekonomii i polityki przemysłowej, prowadził działalność doradczą w zakresie polityki przemysłowej i polityk rozwojowych. Opublikował około 250 artykułów naukowych oraz 40 prac książkowych.
Od 2010 był asesorem w rządach regionu Emilii-Romanii, kierowanych przez Vasca Erraniego i Stefana Bonacciniego. Odpowiadał za sprawy szkół, uczelni wyższych, szkoleń zawodowych, badań naukowych i pracy. W 2020 został dyrektorem naukowym fundacji iFBA. W tym samym roku przez kilka miesięcy pełnił funkcję koordynatora komitetu ekspertów w resorcie edukacji. W lutym 2021 powołany na ministra edukacji w rządzie Maria Draghiego. Urząd ten sprawował do października 2022.
Odznaczony Orderem Zasługi Republiki Włoskiej III klasy (2010).